# 現代藝術博物館 (法蘭克福)
現代藝術博物館（德語：Museum für Moderne Kunst）是位於德國城市法蘭克福的一座博物館。博物館創建於1981年，建築由漢斯·霍萊因設計。

## 外部連結

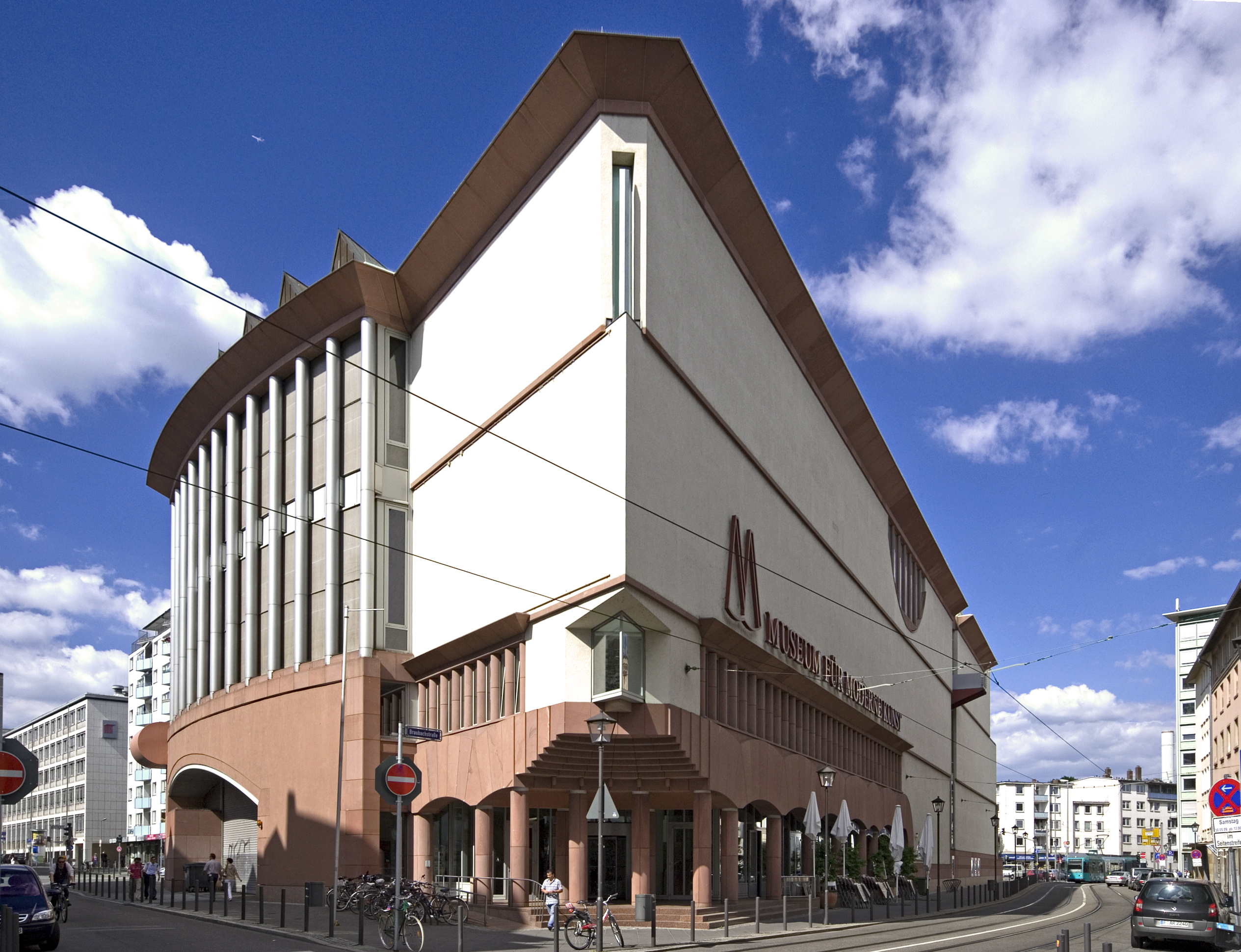

- Museum für Moderne Kunst （页面存档备份，存于）, official webpage

50°06′42″N 08°41′05″E / 50.11167°N 8.68472°E